# Guettarda speciosa
Espèce
Classification phylogénétique
Guettarda speciosa, bois cassant ou faux figuier du bord de mer, est une espèce de petit arbre de la famille des Rubiaceae. Le nom paumotu de cet arbre est kahaia. On l'appelle aussi Tafano.

## Répartition et habitat
On trouve l'espèce en Afrique, en Océanie, en Asie et dans quelques îles du Pacifique. C'est par exemple un arbre commun sur les atolls des Tuamotu (Polynésie française).

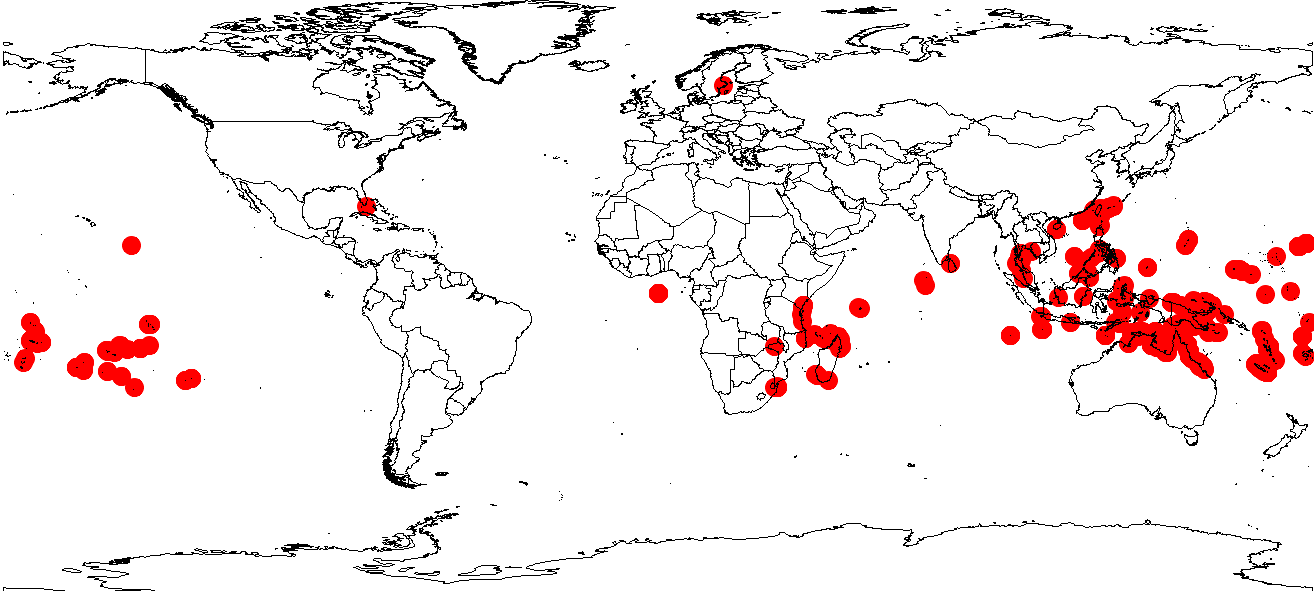
Aire de répartition du Guettarda speciosa

## Description
Cet arbre mesure de 5 à 7 mètres. 
Ses fleurs sont blanches et parfumées.

Ses fruits sont d'abord blancs puis rosâtres à maturité ; ils sont rond, mesurant 2 cm de diamètre et contiennent 4 à 6 graines. Les graines sont disséminées par les oiseaux mais aussi par les courants marins, cette espèce ayant la capacité nautochore : des chercheurs de l'université de La Réunion ont retrouvé des graines de guettarda speciosa dans les laisses de mer de l'île Grande Glorieuse et ils ont pu les faire germer.

Guettarda speciosa
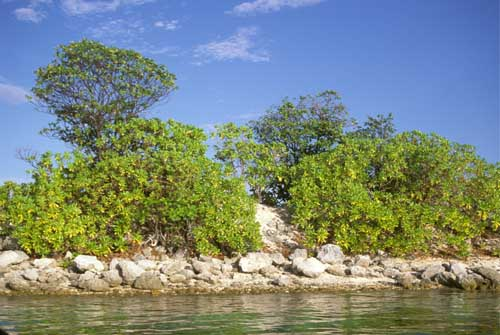
Arbres sur l'atoll de Nanumea
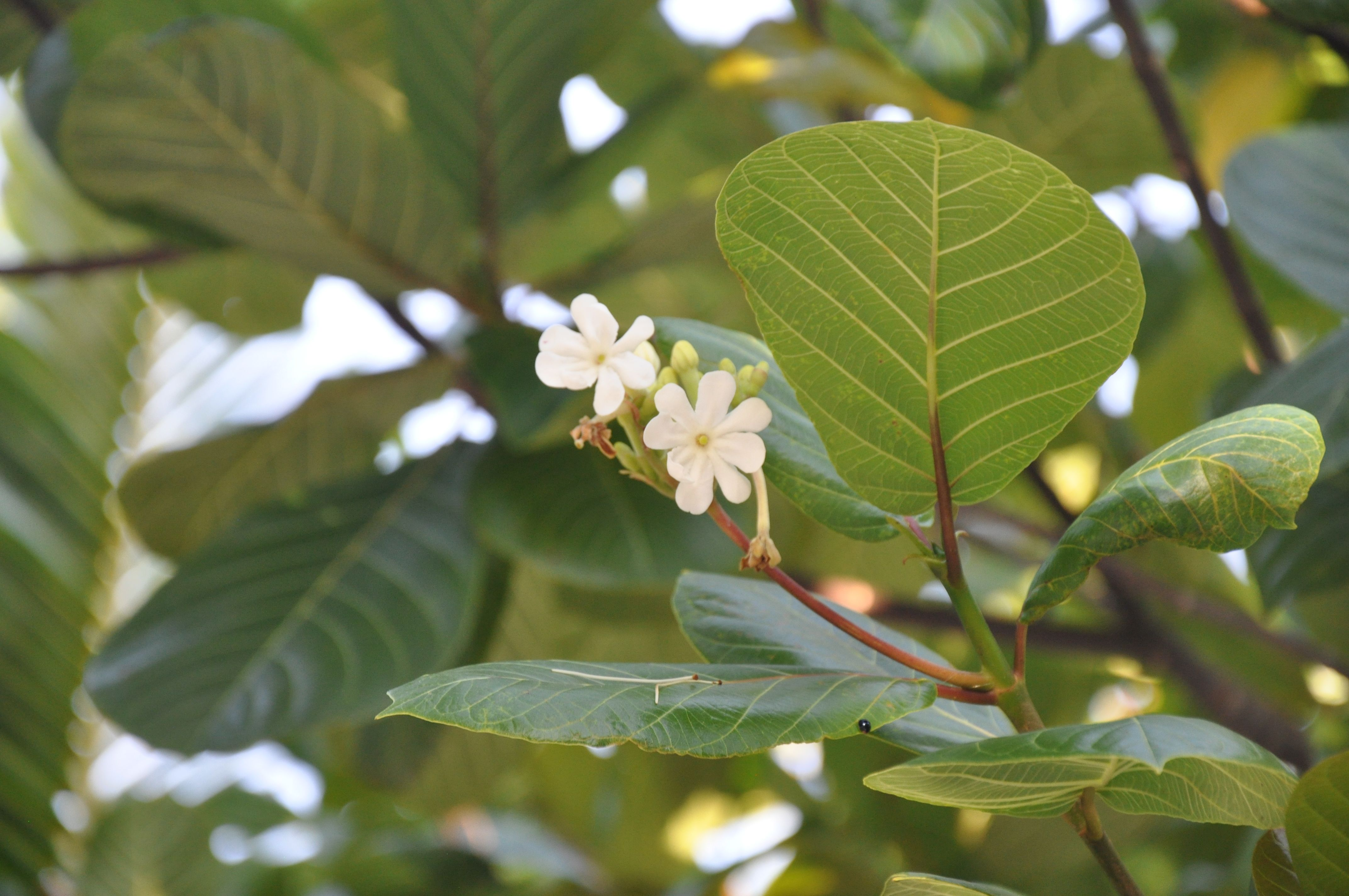
Fleurs de kahāia, nom pa'umotu du Guettarda speciosa
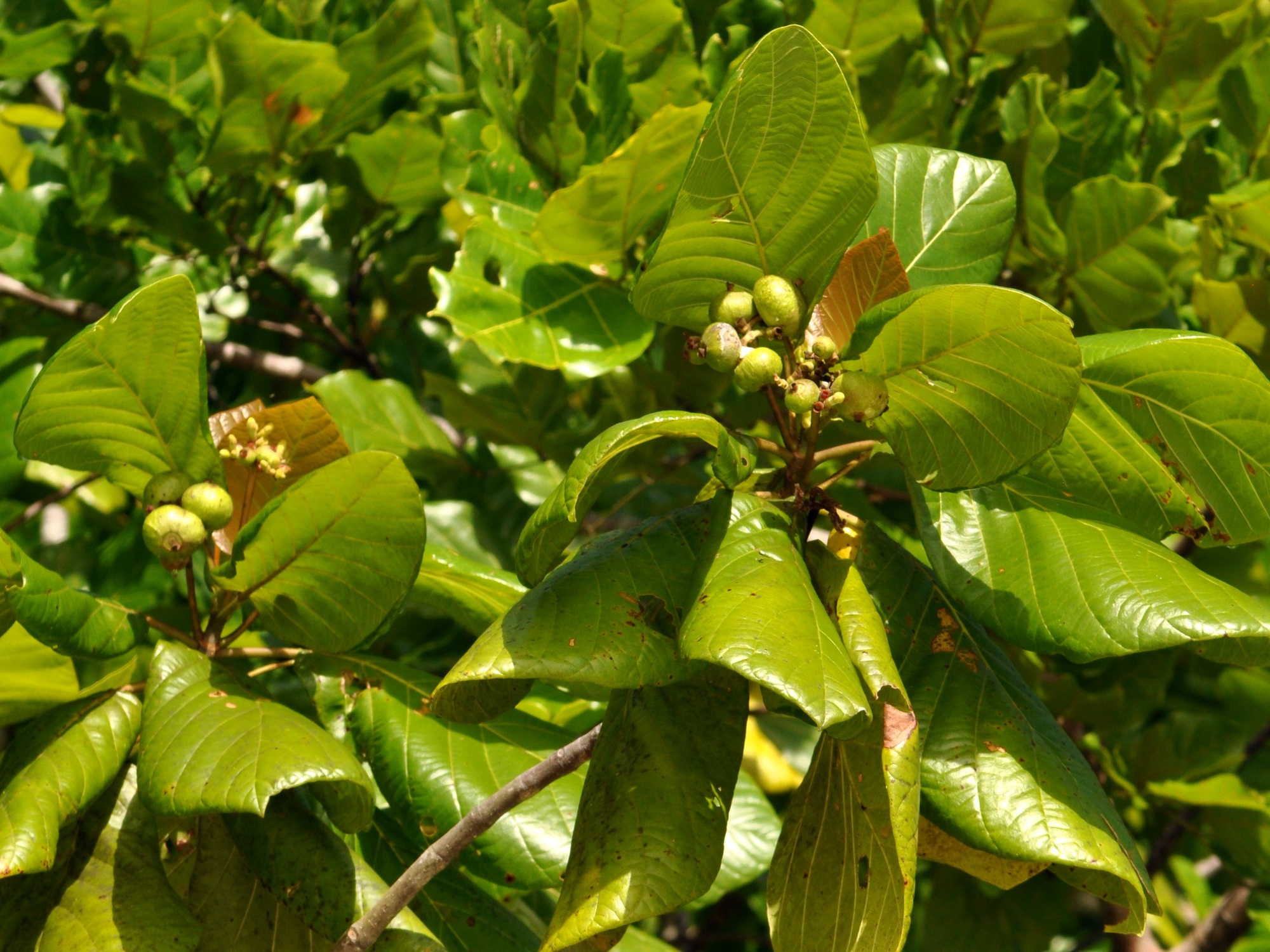
Fruits, îles Raja Ampat, Indonésie